# Lobogonia bilineata
Lobogonia bilineata är en fjärilsart som beskrevs av Alfred Ernest Wileman 1911. Lobogonia bilineata ingår i släktet Lobogonia och familjen mätare. Inga underarter finns listade i Catalogue of Life.